# Pallars Sobirà

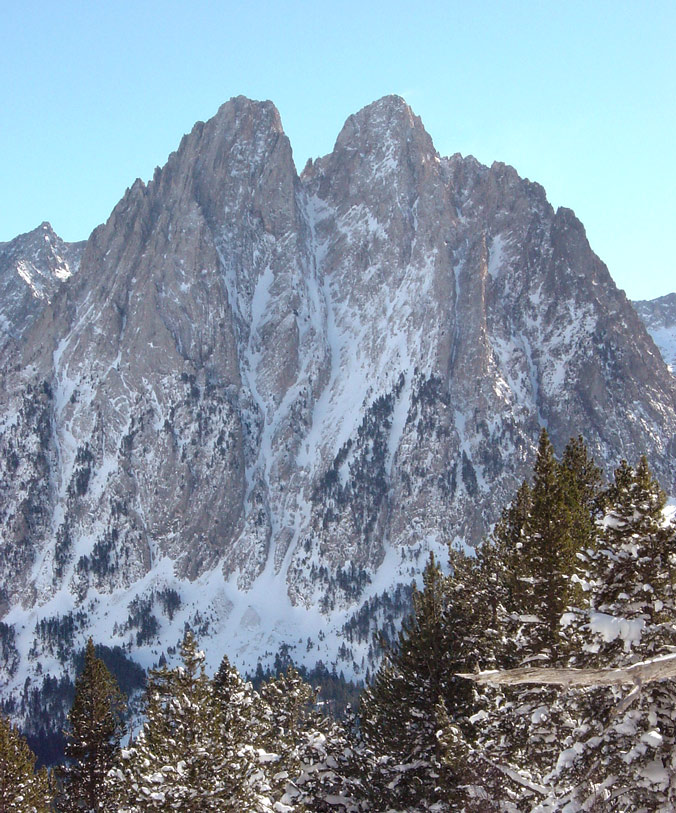
Bergsvy från grevskapet Pallars Sobirà.

Pallars Sobirà är ett grevskap, comarca, i norra Katalonien, i Spanien. Det bildades 1936, som en del i det gamla Pallars. Huvudstaden heter Sort, med 2274 innevånare 2013.

## Kommuner
Pallars Sobirà är uppdelat i 15 kommuner, municipis.

- Alins
- Alt Àneu
- Baix Pallars
- Espot
- Esterri d'Àneu
- Esterri de Cardós
- Farrera
- La Guingueta d'Àneu
- Lladorre
- Llavorsí
- Rialp
- Soriguera
- Sort
- Tírvia
- Vall de Cardós